# Potamon (Geotelphusa) loveni
Potamon (Geotelphusa) loveni is een krabbensoort uit de familie van de Potamidae.